# Spedizione del Red River
La spedizione del Red River fu una spedizione scientifica effettuata dagli americani nel 1806 nel Sudovest degli Stati Uniti. La spedizione doveva risalire il corso superiore del Red River e scoprirne le sorgenti, oltre a raccogliere informazioni  sulla flora e la fauna e mappare a fini topografici l'area. La spedizione iniziò il 19 aprile 1806 e terminò il 30 luglio dello stesso anno a seguito dell'intervento delle truppe spagnole, che ne intercettarono il percorso lungo il Red River, presso quello che oggi viene chiamato Spanish Bluff, nel territorio dell'attuale contea di Bowie nel Texas.
La spedizione, interrotta prima di aver raggiunto il suo obiettivo principale, fu sostanzialmente un insuccesso, anche se il materiale scientifico raccolto ed i diari del viaggio tenuti dai partecipanti furono di una certa importanza per il miglioramento delle conoscenze sulla vita indiana e sulla ecologia del Red River.

## Spedizione
La spedizione fu avviata dal presidente degli Stati Uniti, Thomas Jefferson, dopo l'acquisto della Louisiana francese allo scopo di meglio conoscere questo immenso territorio di circa due milioni di chilometri quadrati. La conduzione scientifica della spedizione venne affidata a Thomas Freeman, esperto astronomo e geometra, ed a Peter Custis, uno studente di medicina presso l'Università della Pennsylvania e pupillo del famoso naturalista Benjamin Smith Barton, mentre il comando della scorta militare venne affidato al capitano Richard Sparks.
Il corpo di spedizione era composto da Freeman, Custis, il capitano Sparks, il tenente Humphreys, altri due graduati, 17 soldati ed un servitore. Essi partirono da For Adams, sul Mississippi (presso Natchez), nel pomeriggio del 19 aprile 1806, su due chiatte ed una piroga.
Essi discesero per un tratto lungo il Mississippi fino a raggiungere il punto di confluenza con il Red River il 3 maggio. Da qui iniziarono a risalire il Red River ed il 19 maggio giunsero a Natchitoches, un antico avamposto francese passato agli Stati Uniti dopo l'acquisto della Louisiana, che al tempo della spedizione contava una popolazione di cinque o seicento persone e che era il posto americano più avanzato lungo il Red River.
A Natchitoches il gruppo rimase diversi giorni completando il rifornimento con viveri e generi di commercio da utilizzare come merce di scambio con le tribù indiane lungo il corso del fiume. Qui furono anche raggiunti da un distaccamento di venti soldati inviati come rinforzo.
Il corpo di spedizione ripartì da Natchitoches il 2 giugno risalendo il Red River su 7 battelli. Il giorno stesso della partenza, una lettera anonima partì da Natchitoches indirizzata al comando spagnolo di stanza a Nacogdoches il cui comandante era Francisco Viana, aiutante ispettore delle Provincie interne della Nuova Spagna. La lettera, scritta in spagnolo, segnalava la partenza degli americani su alcuni batteli in risalita lungo il Red River, con l'obiettivo di piantare la bandiiera americana il più in alto possibile lungo il fiume. Viana reagisce rapidamente ed il giorno dopo scrive al governatore del Texas Antonio Cordero che conscio dei danni che la spedizione americana poteva provocare, avrebbe fatto di tutto per intercettarli e fermarli quanto prima.
Pochi giorni dopo la partenza da Natchitoches gli americani incontrarono una serie di isole galleggianti, costituite da piante acquatiche, fango, torba ed altri detriti, conosciute successivamente come Great Raft, che si estendevano per decine di miglia. In questo tratto del fiume vi erano inoltre diverse paludi e piccoli laghi il cui attraversamento rallentò notevolmente il percorso.
Il 26 giugno gli esploratori giunsero al villaggio Creek di Coashutta, dove si fermarono per incontrare il capo degli indiani Caddo che li doveva raggiungere li in base ad accordi presi in precedenza. Qui vennero informati che un contingente di Dragoni spagnoli di circa 300 uomini, con alcune centinaia di muli e cavalli, era accampato ad alcune decine di miglia dal villaggio.
Il gruppo stabilì il proprio accampamento vicino al villaggio ove sostarono per alcuni giorni per riposarsi. Il giorno 11 luglio ripartirono accompagnati da alcune guide Caddo. Il 17 luglio si accamparono per la notte su una prateria lungo la riva ovest del fiume presso quella che è la moderna città di Garland City (Arkansas). Il 19 giunsero su una prateria sulla sponda nord-est del fiume, dove trovarono i resti di un antico villaggio Caddo. Si trattava del villaggio di Lower (o Petit) Kadohadacho, che era stato abbandonato dai Caddo fra il 1790 e 1795 a seguito di un attacco degli Osage.
Il 26 luglio le guide Caddo trovarono tre loro compatrioti che erano stati inviati loro dal capo del villaggio di Coashutta. Da questi essi appresero che il giorno precedente un contingente spagnolo di circa 1000 uomini era giunto al villaggio dove aveva ammainato e requisito la bandiera americana e minacciato di ritorsioni il capo Caddo se non avesse fornito loro supporto. Quindi avevano reclutato due giovani guide Caddo ed erano partiti alla ricerca degli americani. A queste notizie gli indiani si preoccuparono molto e volevano tornare indietro, ma Freeman e compagni decisero di proecedere in quanto avevano ordini di fermarsi solo se bloccatti da forze superiori. Interrogando più approfonditamente le guide Caddo stimarono che stante il punto di partenza degli spagnoli, li avrebbero incontrati entro tre giorni.
Il giorno 28 i membri della spedizione udirono dei colpi di fucile provenire da monte del fiume. Il 29 luglio, presso un promontorio chiamato oggi Spanish Bluff, a circa 30 miglia a nord ovest dell'attuale Texarkana (Texas), Freeman e compagni incontrarono il contingente spagnolo comandato da Francisco Viana. Viana informò Freeman, Custis, e Sparks, che si trovavano in territorio spagnolo, e che i suoi ordini erano di interrompere la spedizione ad ogni costo, anche ricorrendo alle armi se necessario. Dopo intense trattative gli americani, consapevoli di essere in pesante inferiorità numerica, si convinsero ad interrompere la spedizione, ed il 30 luglio ripartirono verso Natchitoches, dove arrivarono il 23 agosto. Nella loro esplorazione avevano percorso il Red River per circa 615 miglia (metà circa della lunghezza del fiume).

## Conseguenze
Dal punto di vista politico la spedizione causò un certo imbarazzo politico per l'amministrazione Jefferson, anche se la conclusione incruenta tra gli esploratori americani e le truppe spagnole non ebbe gravi conseguenze. Tuttavia  le tensioni diplomatiche derivanti dall'episodio del  Red River persuasero Jefferson ad abbandonare una escursione lungo il fiume Arkansas che era stata prevista per il 1807.
Dal punto di vista scientifico la sia pure copiosa quantità di dati e reperti raccolti venne di fatto oscurata dalle ben più cospicue scoperte della spedizione di Lewis e Clark che rientrò poco dopo quella del Red River e senza l'eco delle polemiche sulla cessazione anticipata della spedizione. I contributi principali che sono restati sono quelli legati ai diari della spedizione tenuti in particolare da Freeman e Custis che fornirono preziose informazioni sulla vita indiana e l'ecologia del Red River.
Infine dal punto di vista geografico e topografico le rilevazioni delle coordinate geografiche del territorio visitato si rivelarono molto precise e consentirono una accurara mappatura dell'area attraversata. Purtroppo l'obiettivo geografico principale, cioè la scoperta delle fonti del Red River venne mancata. Per questo occorrerà aspettare il 1852, quando la spedizione condotta dal Capitano dell'esercito americano Randolph Barnes Marcy raggiunse entrambe le biforcazioni che originano il fiume.